# Zakaria Beglarisvili
Zakaria Beglarisvili (grúzul: ზაქარია ბეგლარიშვილი; Tbiliszi, 1990. április 30. –) grúz válogatott labdarúgó, az FC Flora irányító középpályása.

## Pályafutása

### Klubcsapatokban
Pályafutását az Olimpi Rusztaviban kezdte. 2008-ban Hollandiába szerződött és az Ajax Amszterdam akadémiáján folytatta pályafutását. Még abban az évben visszatért hazájába, ahol a Dila Gori és a Lokomotivi Tbiliszi játékosa volt. 2010-ben szerződött az észt Flora Tallinhoz, ahol négy bajnoki címet és két kupagyőzelmet ünnepelhetett a csapattal. 2018-ban a bajnokság legjobb játékosának választották, miután a szezonban 36 bajnokin 30 gólt és 24 gólpasszt szerzett. 2018. január 15-én a Budapest Honvéd vette kölcsön a szezon hátralevő részére. Február elején bordasérülést szenvedett és az egész tavaszi szezon ki kellett hagynia, így 2019 nyarán úgy távozott a kispesti csapattól, hogy egyetlen tétmérkőzésen sem lépett pályára a klub színeiben.

### A válogatottban
2015 novemberében hívták meg először a grúz válogatott keretébe, majd 2015. november 11-én debütált a nemzeti csapatban az Észtország elleni mérkőzésen, ahol csereként állt be a 79. percben.
Később kijelentette,hogy szívesen pályára lépne az észt válogatottban, amennyiben erre lehetősége lenne. 2018 decemberében nyolc évnyi Észtországban való játék után megkapta az állampolgárságot.

#### Mérkőzései a grúz válogatottban
| #  | Dátum              | Ellenfél   | Eredmény | Kiírás              | Esemény |
| -- | ------------------ | ---------- | -------- | ------------------- | ------- |
| 1. | 2015. november 11. | Észtország | 0 – 3    | barátságos mérkőzés | 79'     |

## Sikerei, díjai
Flora Tallin
- Észt bajnok: 2010, 2011, 2015, 2017
- Észt kupagyőztes: 2011, 2013
- Észt Szuperkupa-győztes: 2011, 2012, 2014